# Josef Schweikhardt
Josef Schweikhardt (* 1949 in Wien) ist ein österreichischer Schriftsteller und bildender Künstler der Wiener Postmoderne.
Schweikhardt wuchs in Wien auf und studierte dort Theaterwissenschaft und Kunstgeschichte, Philosophie, Archäologie und Ethnologie. 1974 promovierte er mit einer Arbeit über Verhaltensforschung und Ausdruckspsychologie. Danach arbeitete er beim österreichischen Rundfunk und bei diversen Zeitschriften und übernahm Lektorate zur Medienwissenschaft, u. a. an der Universität Wien, im Publizistikinstitut Salzburg und an der Gesamthochschule Siegen (BRD). Er lebt in Wien als interdisziplinärer Kunstexekutor und ist ein Vertreter der Wiener Spielart der Dekonstruktion.

## Werke
- Josef Schweikhardt / Vintila Ivanceanu : KKK – Kunst Klang Krieg, Wien: Passagen Verlag 2008
- affenschaukel. texte aus der Hängematte. 1. Auflage. Passagen Verlag, Wien 2006, ISBN 978-3-85165-713-5.
- sozusagen. poetisches & vermischtes. 1. Auflage. Passagen Verlag, Wien 2005, ISBN 978-3-85165-668-8.
- alles. lyrik prosa essay und bilder. 1. Auflage. Passagen Verlag, Wien 2003, ISBN 978-3-85165-560-5.
- richtig richtig falsch. Gedichte. 5 Grafiken. 1. Auflage. Passagen Verlag, Wien 2000, ISBN 978-3-85165-442-4.
- Josef Schweikhardt / Vintila Ivanceanu: Triebwerk Arkadien 1900/2000, Wien: Passagen Verlag, 1999
- Josef Schweikhardt / Vintila Ivanceanu, Aktionismus all inclusive, Wien: Passagen Verlag, 2001
- Alexander Sixtus von Reden, Josef Schweikhardt: Eros unterm Doppeladler, Wien: Ueberreuter, 1993, ISBN 3-8000-3495-6
- Josef Schweikhardt/Vintila Ivanceanu, ZeroKörper, Wien Passagen Verlag, 1996
- Alexander Sixtus von Reden, Josef Schweikhardt: Lust & Leidenschaft um 1900, Wien: Tosa, 2000, ISBN 3-85492-203-5
- Alexander Sixtus von Reden, Josef Schweikhardt: Furlanische Reise, Wien Schlager Verlag 1980
- Josef Schweikhardt, Eike Winkler, Expedition Mensch, Wien: Ueberreuter 1982
- donnerpause, Wien: Rhombus Verlag 1980
- Cucufate, Wien: Rhombus Verlag 1978